# Spermophorides huberti
Spermophorides huberti là một loài nhện trong họ Pholcidae. Loài này được phát hiện ở Tây Ban Nha và Pháp.